# Cynicocrates tachytoma
Cynicocrates tachytoma är en fjärilsart som beskrevs av Edward Meyrick 1935. Cynicocrates tachytoma ingår i släktet Cynicocrates och familjen Lecithoceridae. Inga underarter finns listade i Catalogue of Life.